# Go!
Go! är ett musikalbum från 1962 av den amerikanska jazzsaxofonisten Dexter Gordon.

## Låtlista
1. Cheese Cake (Dexter Gordon) – 6'34
2. I Guess I'll Hang My Tears Out to Dry (Jule Styne/Sammy Cahn) – 5'22
3. Second Balcony Jump (Billy Eckstine/Gerald Valentine) – 7'06
4. Love for Sale (Cole Porter) – 7'38
5. Where Are You?  (Jimmy McHugh/Harold Adamson) – 5'21
6. Three O'Clock in the Morning (Julian Robledo/Dorothy Terriss) – 5'42

## Medverkande
- Dexter Gordon - tenorsaxofon
- Sonny Clark - piano
- Butch Warren - bas
- Billy Higgins - trummor